# Witold Śmiałek
Witold Janusz Śmiałek (ur. 10 marca 1971 w Krakowie) – polski polityk i samorządowiec, z zawodu menedżer.

## Życiorys
W 1995 ukończył studia na Wydziale Geodezji Górniczej i Inżynierii Środowiska Akademii Górniczo-Hutniczej, a w 2002 studia podyplomowe z zakresu wyceny, zarządzania i obrotu nieruchomościami na Politechnice Krakowskiej i Akademii Ekonomicznej w Krakowie. Początkowo pracował jako przedstawiciel handlowy, następnie w Instytucie Nauk Geologicznych Polskiej Akademii Nauk. Od 1999 był zatrudniany na stanowisku specjalisty kolejno w Rządowym Centrum Studiów Strategicznych, Ministerstwie Rozwoju Regionalnego i Budownictwa oraz Ministerstwie Gospodarki i Pracy. W 2003 został kierownikiem zespołu kontraktu wojewódzkiego w małopolskim urzędzie marszałkowskim. W latach 2004–2006 pełnił funkcję wicemarszałka województwa małopolskiego. W 2006 objął stanowisko prezesa zarządu Małopolskiej Agencji Rozwoju Regionalnego, został odwołany z tej funkcji w listopadzie 2007. Został wykładowcą w Wyższej Szkole Biznesu – National Louis University.
W 2004 wstąpił do Prawa i Sprawiedliwości. Kandydował w wyborach parlamentarnych w 2005 z listy tej partii w okręgu krakowskim, zdobywając 1157 głosów. Na mocy postanowienia marszałka Sejmu z dnia 29 października 2007 w sprawie obsadzenia wygasłego mandatu po posłance Barbarze Bubuli został posłem na Sejm V kadencji. Ze względu na kończącą się 4 listopada 2007 kadencję i brak planowanych posiedzeń Sejmu V kadencji nie złożył ślubowania, nabywając jedynie prawo do odprawy sejmowej i uzyskując immunitet parlamentarny. Był to pierwszy przypadek w III RP, gdy marszałek Sejmu (Ludwik Dorn) wydał decyzję o obsadzie wakującego mandatu poselskiego przy jednoczesnym braku możliwości zaprzysiężenia nowego parlamentarzysty.
Nie kandydował w wyborach parlamentarnych w 2007. Współtworzył później stowarzyszenie Małopolska XXI. W latach 2009–2011 był doradcą prezydenta Nowego Sącza. W 2010 przystąpił do Polski Plus, a po reintegracji tej partii z PiS został 25 września tego samego roku członkiem rady politycznej tego ugrupowania. W wyborach parlamentarnych w 2011 z listy PiS bez powodzenia kandydował do Sejmu, a w wyborach samorządowych w 2014 do sejmiku małopolskiego. W lutym 2015 został doradcą prezydenta Krakowa ds. jakości powietrza, co skutkowało wykluczeniem go z PiS w czerwcu tego samego roku.